# Golden Years (singolo)
Golden Years è un brano musicale scritto ed interpretato dal cantante rock britannico David Bowie, inserito nell'album Station to Station del 1976 come seconda traccia, e pubblicato come singolo in versione accorciata due mesi prima dell'uscita del disco nel novembre 1975.

## Il brano
La canzone fu la prima registrata e completata durante le sessioni per l'album Station to Station, periodo nel quale la dipendenza di Bowie dalla cocaina era al suo apice. In un primo momento la canzone avrebbe dovuto intitolare l'intero album.

### Musica e testo
Quando apparve come singolo nel 1975, Golden Years si rivelò poco rappresentativa del contenuto dell'album in uscita, essendo  maggiormente legata allo stile funky-soul dei brani di Young Americans che al materiale presente in Station to Station,  influenzato invece dai Kraftwerk e dal krautrock tedesco.
Bowie stava cercando di emulare la particolare atmosfera malinconica di vecchie canzoni come On Broadway, brano che suonava spesso al piano in studio nel periodo in cui scrisse Golden Years. Disse di aver proposto a Elvis Presley di interpretarla, ma questi declinò l'offerta. Sia Angela Bowie che Ava Cherry affermarono che la canzone fosse stata dedicata a loro. Il testo del brano è stato descritto come pervaso da "un'aria di rimpianto per occasioni mancate e ricordi malinconici di piaceri trascorsi". Golden Years arrivò nella top ten della classifica dei singoli sia nel Regno Unito che negli Stati Uniti. È uno dei singoli più venduti di Bowie degli anni '70.

## Tracce singolo
1. Golden Years (Bowie) – 3:22
2. Can You Hear Me? (Bowie) – 5:04

## Cover
- Nina Hagen – dal vivo durante il Fearless/Angstlos tour
- I Loose Ends – So Where Are You? (1985)
- Marilyn Manson – Dead Man on Campus soundtrack (1998)
- Amberjack Rice, Walter Traggert and Breakfastime – Only Bowie (1995)
- Gli Swell – Crash Course for the Ravers – A Tribute to the Songs of David Bowie (1996)
- I Track One A.B. – Reverie (1999)
- I Walk DMC – Ashes to Ashes: A Tribute to David Bowie (1998)
- Essra Mohawk – Spiders from Venus: Indie Women Artists and Female-Fronted Bands Cover David Bowie (2003)
- I Count Zero – .2 Contamination: A Tribute to David Bowie (2006)
- I Mascara - See You In LA (1979) featuring Luther Vandross
- Nel 2011 in occasione della ristampa di Station to Station in edizione deluxe, sono stati pubblicati 4 nuovi remix di Golden Years ad opera di disc jockey della stazione radio californiana KCRW.[6]